# Hill & Knowlton
Hill+Knowlton Strategies war eine PR-Agentur mit Sitz in New York City, New York. Sie wurde 1927 in Cleveland (Ohio) von John W. Hill gegründet. Das Unternehmen unterhielt 88 Büros in 49 Ländern. Das Unternehmen gehörte zur WPP Group.
Die deutsche Niederlassung bestand seit 1963. Unternehmenssitz der Hill & Knowlton Communications GmbH war Berlin-Charlottenburg. Weitere Büros existierten in Düsseldorf und Frankfurt am Main.
Seit dem Votum des Vereinigten Königreiches, die Europäische Union zu verlassen, unterhielt die Agentur auch ein internationales Brexit Advice Team in Berlin, Brüssel, London und Wien.
2024 fusionierte das Unternehmen mit Burson Cohn & Wolfe zu Burson.

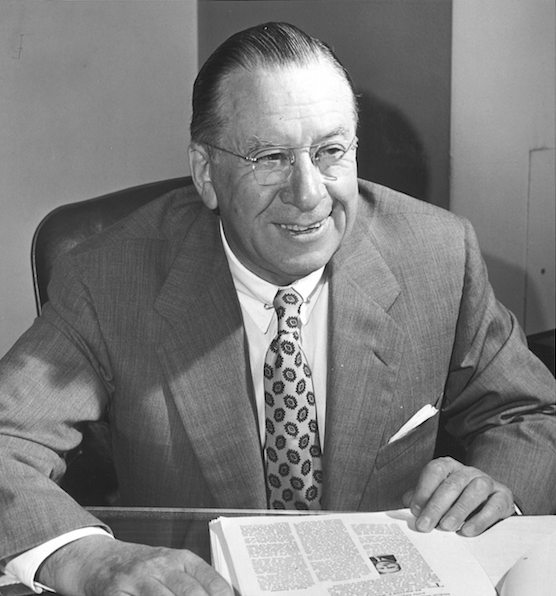
John W. Hill

## Kampagnen
- Brutkastenlüge – gezielte Desinformation zum Irak-Krieg 1990 (Zweiter Golfkrieg)[7]
- Tabak-Lobby – gezielte Desinformation. Es sei nicht erwiesen, dass Tabakrauchen ungesund ist.[8]

- OPC-Gipfel 2007 in Saudi-Arabien, um ausländischen Journalisten den Eindruck einer weltoffenen Monarchie zu vermitteln.[9]
- Gazprom Firmen Image aufwertung.[9]
- Gleichzeitige Beratung des IOC, der chinesischen Regierung und des Pekinger Organisationskomitee für Olympia.[9]